# Rheologie
Die Rheologie (von altgriechisch ῥεῖν rhein, deutsch ‚fließen‘ und λόγος logos, deutsch ‚Lehre‘) oder Fließkunde ist die Wissenschaft, die sich mit dem Verformungs- und Fließverhalten von Materie beschäftigt. Die Rheologie umfasst daher Teilgebiete der Elastizitätstheorie, der Plastizitätstheorie und der Strömungsmechanik. Sie beschäftigt sich sowohl mit kontinuumsmechanischen Problemen als auch mit der Herleitung der dafür benötigten Materialgesetze aus der Mikro- bzw. Nanostruktur verschiedener Klassen kondensierter Materie (z. B. makromolekulare Systeme, Suspensionen).
Rheologie ist ein interdisziplinäres Fachgebiet, rheologische oder die Rheologie betreffende Fragestellungen werden in der Physik, der physikalischen Chemie, den Ingenieur- und Werkstoffwissenschaften, einschließlich der pharmazeutischen Technologie, und in den letzten Jahrzehnten auch mit den Biowissenschaften sowie Geowissenschaften behandelt.

## Einteilung
Die Rheologie lässt sich in vier Bereiche unterteilen:
Phänomenologische Rheologie (Makrorheologie)Dieser Zweig beschreibt das Deformations- und Fließverhalten von Stoffen ohne Berücksichtigung der Stoffstruktur.
Strukturrheologie (Mikrorheologie)Die Phänomene werden hier aus der mikroskopischen Struktur der Stoffe erklärt.
RheometrieSie beschäftigt sich mit Messverfahren zur Bestimmung der rheologischen Eigenschaften.
Angewandte RheologieDie Erkenntnisse über rheologisches Verhalten fließen hier in die Gestaltung und Entwicklung von Produkten, technischen Prozessen und Anlagen ein.
Ein Spezialgebiet ist die Hochtemperaturrheologie. Das obere Temperaturlimit für Messungen wurde in den letzten Jahren von 1600 °C, erreichbar in Platin-Rhodium-Tiegeln, auf 1800 °C in Keramiktiegeln angehoben.

## Entstehungsgeschichte
Bereits der Ägypter Amenemhet berücksichtigte im 16. Jahrhundert vor Christus die Temperaturabhängigkeit der Viskosität von Wasser bei der Konstruktion seiner Wasseruhr. Eine wissenschaftliche Untersuchung rheologischer Fragestellungen fand aber erst in der Frühen Neuzeit statt, insbesondere durch Isaac Newton, der die Viskosität für newtonsche Flüssigkeiten definierte, und durch Robert Hooke, welcher das nach ihm benannte Gesetz zur Elastizität (Hookesches Gesetz) aufstellte.
Im 19. Jahrhundert erfolgten weitere Arbeiten zur Strömungslehre durch George Gabriel Stokes, Claude Louis Marie Henri Navier, Gotthilf Hagen und Jean Léonard Marie Poiseuille. Ende des Jahrhunderts erforschten James Clerk Maxwell, William Thomson, 1. Baron Kelvin, John Henry Poynting und andere die Viskoelastizität. Die Arbeiten von z. B. Barré de Saint-Venant und Ludwig Prandtl trugen zum tieferen Verständnis der Plastizität bei.
Die Bezeichnung Rheologie für die Wissenschaft, die sich mit dem Fließ- und Verformungsverhalten von Materie beschäftigt, wurde aber erst Ende der 1920er von Eugene Cook Bingham, der selbst auf dem Gebiet der Plastizitätstheorie tätig war, zusammen mit Markus Reiner geprägt. Die Namensgebung war von Heraklits Aphorismus panta rhei (dt. alles fließt) inspiriert. Der Chemiker Bingham war von der Notwendigkeit eines Zweiges der Physik, der sich mit solchen Fragestellungen beschäftigt und dadurch gewisse Schnittbereiche mit der Chemie und den Ingenieurwissenschaften aufweist, überzeugt. Gegenüber Reiner äußerte er:

„Hier arbeiten Sie, ein Bauingenieur, und ich, ein Chemiker, zusammen an gemeinsamen Problemen. Mit der Entwicklung der Kolloidchemie wird so eine Situation zusehends öfters vorkommen. Wir müssen deshalb einen Zweig der Physik begründen, der sich mit solchen Problemen beschäftigt.“

Am 29. August 1929 gründete er mit anderen die Society of Rheology in Columbus, Ohio.

## Grundlagen

### Eigenschaften nichtnewtonscher Flüssigkeiten
Viele Stoffe vereinigen in sich Eigenschaften eines Festkörpers (Elastizität) und einer Flüssigkeit (Viskosität), was durch rheologische Modelle beschrieben werden kann. Je nach experimentellen Bedingungen können sie auf kurzen Zeitskalen äußere Einwirkungen elastisch abfedern, auf langen Zeitskalen aber wegfließen. Solches Verhalten nennt man viskoelastisch; es kann durch eine frequenzabhängige, aber noch lineare Zusammenfassung von Elastizitätstheorie und newtonscher Hydrodynamik beschrieben werden.
Andere typisch rheologische Effekte hingegen beruhen auf nichtlinearen Zusammenhängen wie dem Normalspannungseffekt und dem Weissenberg-Effekt.

## Anwendungsbeispiele
Die Fähigkeit eines Klebstoffs, eine Fügeteiloberfläche zu benetzen, wird von seinen rheologischen Eigenschaften geprägt. Von Bedeutung sind die Viskosität, Thixotropie, Strukturviskosität, Rheopexie und Dilatanz.
In Mühlen- und Bäckereilaboratorien werden Teigprüfgeräte wie Aleurometer, Fallzahlgerät, Farinograph, Extensograph oder Amylograph eingesetzt, um Getreide- und Mehlqualität zu prüfen. Dabei wird der Widerstand eines Teiges gegen eine stets gleich bleibende mechanische Belastung gemessen und in der Rheometerkurve aufgezeichnet. Dies können Knet-, Dehn- oder Verkleisterungsprüfungen (bei steigender Temperatur) sein.
In der Milchindustrie können typische Produkteigenschaften von z. B. Sahne, Puddings oder Desserts zerstört werden, wenn man ihr Fließverhalten nicht kennt.
Gesteine im Erdinnern sind in größerer Tiefe zähflüssig (siehe Asthenosphäre).

### Kunststoffverarbeitung
Die industrielle Verarbeitung von Schmelzen aus Polymeren durch Extrusion oder Umformen ist wirtschaftlich von hoher Bedeutung. Die den betreffenden Produktionsprozessen zugrundeliegende Rheologie der Polymerschmelzen kann unter anderem durch die Anwesenheit von Verschlaufungen zwischen den Makromolekülen in der Polymerschmelze und durch Reptation beeinflusst werden. Die Schmelzerheologie polymerer Materialien unterscheidet sich damit grundlegend von der Rheologie anderer Materialien und stellt ein wichtiges Teilgebiet der Rheologie dar. Dabei werden die Scherviskosität und manchmal auch die Dehnviskosität als Funktion der Scher- bzw. Dehngeschwindigkeit mittels verschiedener Verfahren gemessen. Am häufigsten kommen Kapillarrheometer und Rotationsrheometer für die Scherviskosität zum Einsatz, während bei der Dehnviskosität nur Spezial-Geräte, sog. Dehnrheometer, verwendet werden. Das Ziel ist das bessere Verständnis der Verarbeitbarkeit von verschiedenen Kunststoffen. In einem Extruder werden scherdominierte Strömungen gefunden, während bei vielen Prozessen (Faserspinnen, Folien-/Hohlkörperblasen, Tiefziehen oder Schäumen) nach der Extrusion stark dehndominierte Prozesse stattfinden, die die technisch anspruchsvollsten sind und daher am meisten Materialverständnis benötigen.

### Medizin
In der Medizin spielen die Fließeigenschaften des Blutes (Hämorheologie) eine sehr bedeutende Rolle für die Mikrozirkulation und damit für die Versorgung sämtlicher Organe mit Nährstoffen und Sauerstoff. Insbesondere der Blutfluss in den allerkleinsten Gefäßen, den Kapillaren mit einem Durchmesser von 4 bis 10 µm, wird entscheidend von den rheologischen Eigenschaften des Blutes beeinflusst. Bestimmt werden diese hauptsächlich von der Verformbarkeit und Aggregationsneigung (Geldrollenbildung) der Erythrozyten (mittlerer Durchmesser 7,6 µm), der Thrombozytenaggregation, der Temperatur, dem Hämatokrit und der Viskosität des Blutplasmas.
Im Rahmen der Therapie verschiedener Durchblutungsstörungen (und vermeintlicher Durchblutungsstörungen) wird oft eine Verbesserung der Hämorheologie angestrebt, um die Mikrozirkulation zu verbessern. Dazu zählen u. a. die Hämodilution und die Gabe von Thrombozytenaggregationshemmern beim Schlaganfall, bei der AVK und beim Hörsturz. Gut belegt ist allerdings nur die positive Wirkung von Thrombozytenaggregationshemmern beim Schlaganfall und bei der AVK, diese kann durchaus unabhängig von den rheologischen Effekten sein. Keinen ausreichenden wissenschaftlichen Beleg gibt es indes für die Wirkung beim Hörsturz und anderen Innenohrfunktionsstörungen. Eine eher seltene Bezeichnung für durchblutungsfördernde Medikamente ist Rheologika (Einzahl: Rheologikum).

### Drucktechnik
Die Rheologie von Druckfarben spielt in der Drucktechnik eine wichtige Rolle. Die physikalischen Kenngrößen Viskosität und Fließgrenze sowie die Gerätegröße Zügigkeit („Tack“) bestimmen maßgeblich das Verhalten der Druckfarbe in der Druckmaschine (Farbspaltung), die Übertragung auf den Bedruckstoff und die Qualität des Druckproduktes.
Druckfarben sind thixotrop, weil es sich um kolloide Systeme, also Dispersionen, handelt. Die Thixotropie ist in Druckfarben in der Regel unerwünscht.